# مخروطيات
المخروطيات (الاسم العلمي: Pinophyta) شعيبة من شعبة البذريات التابعة للنباتات الوعائية، وهي القسم الكبير الثاني من النباتات البذرية إضافة إلى كاسيات البذور (بالإنجليزية: Angiosperms)‏. من أهم أمثلتها الصنوبر والسرو والراتنج والتنوب.

## الصفات العامة
الاسم العلمي لعاريات البذور ترجمة كلمة من أصل يوناني قديم يتكون من مقطعين هما Gymno وتعني عاري والأخر Sperm وتعني البذور.
تضم النباتات الوعائية البذرية عارية البذور أنسجة الخشب واللحاء الحقيقيين، وتستطيع أن تكون بذوراً تكون معرضة للجو مباشرة بحيث تقع حبوب اللقاح على البويضات نفسها. وغالبية هذه النباتات مستديمة الخضرة والطور السائد هو الطور الجرثومي أما الطور المشيجي فهو صغير جداً وينمو في أنسجة النبات الجرثومي ويعتمد عليه في التغذية.
وتكون المخروطيات نوعين من الجراثيم جراثيم كبيرة وجراثيم صغيرة. وتلتف الأوراق الجرثومية التي تحمل الجراثيم الكبيرة في ترتيب حلزوني حول محور لتكون المخروط المؤنث Female cone كما تلتف الأوراق الجرثومية التي تحمل الجراثيم الصغيرة حول محور لتكون المخروط الذكرى، وتوجد المخاريط المؤنثة والمذكرة على نفس النبات، ومن أنواع المخروطيات نبات الصنوبر الذي يتبع الفصيلة الصنوبرية (باللاتينية: Pinaceae) التي تتبع المخروطيات.
النباتات البذرية هي أرقى النباتات وأكثرها وجوداً على الأرض وتمتاز بتكوينها للبذور، والبذرة هي نبات جرثومي صغير يتكون من جنين محاط بغذاء مخزن ويحاط الجميع بغلاف، وتتكون البذور داخل أنسجة النبات الجرثومي الأم وتنفصل البذور عن النبات الأم وتنبت مستقلة عند توفر الظروف الملائمة.

## الصنوبر
ينتشر الصنوبر في المناطق المعتدلة والباردة من نصف الكرة الشمالي وأشجار الصنوبر دائمة الخضرة والطور السائد هو الطور الجرثومي.

### التركيب:
تتركب شجرة الصنوبر من جذع رئيسي ضخم يحمل فروعاً أكبرها حجماً وعمراً عند القاعدة قرب سطح الأرض بينما يوجد أصغرها عمراً وحجماً عند القمة جهة البرعم الطرفى للنبات مما يعطي للشجرة الشكل المخروطي المميز لها ويغطى سطح الساق أوراق حرشفية صغيرة كثيرة مرتبة حلزونياً، يوجد في إبط كل منها برعم ينمو ليعطي ساقاً قزمية Dwarf shoots يحمل عدداً محدوداً من الأوراق الخضراء الإبرية الشكل وقد يعطى البرعم الأبطى فرعاً جانبياً طويلاً مماثلاً للساق تماماً. نبات الصنوبر أحادي المسكن Monoecious حيث يحمل المخاريط المذكرة في مجموعات كبيرة على الفرع الجانبى ويخرج كل مخروط مذكر من إبط ورقة حرشفية تماماً مثل السوق القزمية والفرع الجانبى الذي يحمل المخاريط المذكرة ينتهى ببرعم خضرى ينمو في السنة التالية مضيفاً بذلك طولاً جديداً إلى الفرع. أما المخاريط المؤنثة فتوجد على فروع أعلى من التي تحمل المخاريط المذكرة والمخروط المؤنث يحل محل الفرع الجانبى وينتهى بذلك نموه.

### المخروط الذكري:
يتركب المخروط الذكرى من محور وسطى تنتظم حوله أوراق جرثومية صغيرة تعرف بالحراشيف الدائبة كل حرشفة تحمل على سطحها السفلى حافظتين جرثوميتين صغيرتين أو كيسي لقاح تتكون بداخلهما حبوب اللقاح، وبعد تمام النضج يظهر شق طولى في كيس اللقاح تتحرر من خلاله حبوب اللقاح (الجراثيم الصغيرة). ولكل حبة جناحان يساعداها على الانتشار بالهواء والوصول للبويضة المحمولة على المخروط المؤنث.

### المخروط الأنثوي:
ويتكون المخروط المؤنث من محور يحمل عدداً من الحراشيف القنابية، وكل حرشفة قنابية تحمل فوقها حرشفة بويضية وتحمل كل حرشفة بويضية بويضتين وتكون فتحة النقير جهة المخروط.
وتتركب البويضة من كيس جنيني يوجد بداخله النبات المشيجى المؤنث وهو مختزل ويحتوي من 2 - 5 أرشيجونات عند الطرف المواجه لفتحة النقير، ويحاط الكيس الجنيني بنسيج يسمى النيوسيلة Nucellus وتلتحم النيوسيلة بالغلاف البويضي الذي يوجد في أعلاه فتحة النقير التي يخرج منها قطرة من سائل لزج تعرف بنقطة أو قطرة اللقاح تلتصق بها حبوب اللقاح عند جفاف القطرة.

### دورة حياة الصنوبر
1. الصنوبر نبات أحادي المسكن فتوجد المخاريط المذكرة والمؤنثة منفصلة على نفس النبات ويتم التلقيح حيث تنتقل حبوب اللقاح من أكياس اللقاح إلى البويضات.
2. بعد استقرار حبة اللقاح على نقطة اللقاح اللزجة ثم تدخل خلال فتحة النقير إلى النيوسيلة وتنقسم خلية حبة اللقاح إلى خليتين تمثلان النبات المشيجى المذكر وخلية ثالثة هي الخلية الأنثريدية (التي تكون بعد ذلك خلية عنقية وأخرى جسدية) وخلية رابعة هي الخلية الأنبوبية.
3. تستطيل الخلية الأنبوبية داخل النيوسيلة لتعطي أنبوبة اللقاح وتكمن حبة اللقاح عند هذه المرحلة فترة ثم تعاود نشاطها.
4. تكون الخلية الجسدية قد انقسمت مكونة خليتين ذكريتين تنتقل أنويتها في أنبوبة اللقاح فتتحد إحدى النواتين الذكريتين مع نواة البويضة لتكون نواة اللاقحة (2 ن) التي تكون انقساماتها جنيناً جرثومياً صغيراً عبارة عن سويقة تحت فلقية في طرفها جذير وفي طرفها الآخر ريشة محاطة بعدد كبير من الفلقات.
5. يظل الجزء المتبقي من النبات المشيجي المؤنث محيطاً بالجنين ليكون الأندوسبرم ويتصلب الغلاف البويضي مكوناً غلاف البذرة الذي يلتصق به جناح رقيق يساعد على انتشارها بواسطة الرياح.
6. عند إنبات البذرة يخرج من كل منها جذير يخترق التربة وتستطيل السويقة تحت الفلقية وتحمل الفلقات والريشة فوق سطح التربة، أي أن الإنبات هوائي في الصنوبر ثم تتحول البادرة تدريجياً إلى شجرة غير محدودة النمو.